# Wang Wu (pintor)

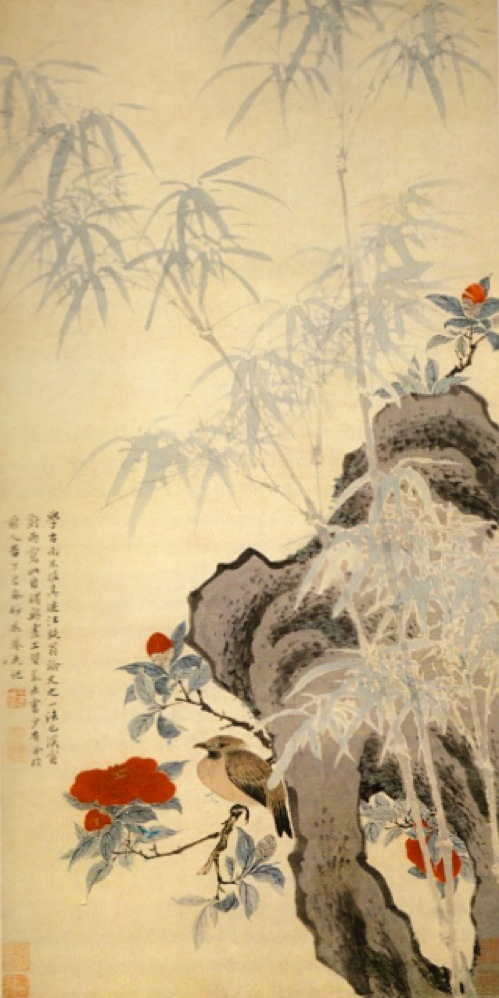
“Flors, bambús i ocell en repòs”

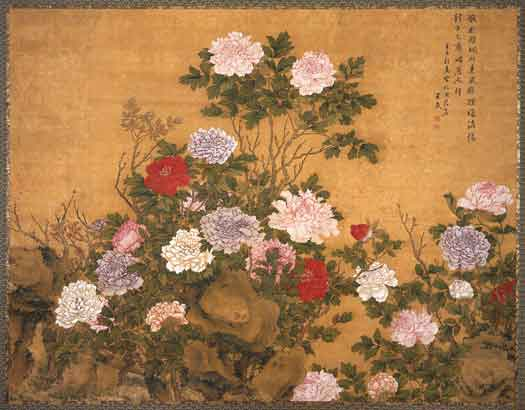
Peònies. Tinta i pigment sobre seda

Wang Wu (en xinès: 王武; en pinyin: Wáng Wǔ), també conegut com a Qingzhong i Wang'an, fou un pintor, escriptor i poeta xinès que va viure sota la dinastia Qing. Va néixer vers l'any 1632 i va morir el 1690. Originari de la zona de Wu, dins l'àrea del que avui en dia és Zuzhou, província de Jiangsu.
Com a pintor, es va especialitzar en ocells i flors d'una forma vrillant i minuciosa, Va tenir una fama similar a Yun Shouping. A diferència d'altres srtistes no estava vinculat a cap escola de pintura. Es troben obres seves al Museu Britànic, al Museu Nacional del Palau de Taipei, al Museu del Palau de Pequín, al The Trammell & Margaret Crow Collection of Asian Art de Dallas i al Museu de Xangai.